# Tjurkö landskommun
Tjurkö landskommun var en tidigare kommun i Blekinge län.

## Administrativ historik
Landskommunen bildades 1 maj 1888 genom en utbrytning ur Augerums landskommun. Den inkorporerades 1952 i Karlskrona stad. 
Området tillhör sedan 1971 Karlskrona kommun.